# Fusarium aquaeductuum
Fusarium aquaeductuum är en svampart som först beskrevs av Ludwig Rabenhorst och Ludwig Radlkofer, och fick sitt nu gällande namn av Gustaf Lagerheim och Rabenhorst 1891. Fusarium aquaeductuum ingår i släktet Fusarium och familjen Nectriaceae.  Utöver nominatformen finns också underarten medium.